# Andreasi (famiglia)
Le origini effettive sono fatte risalire ai Longobardi e le prime notizie li vedono con il nome di famiglia dei Della Ripa, a seguito dell'asservimento alla Marchesa di Canossa (da verificare) il capofamiglia di allora detto l'Andreaso diede nuovo titolo e lustro alla famiglia da allora definita famiglia "dell'Andreaso", poi mutata in "degli Andreasi".
La famiglia degli Andreasi si trapiantò nel mantovano nel 1156 con Giovanni Buono Cappa degli Andreasi da Carbonara, padre di Niccolò Andreasi, genitore della beata Osanna. Erano anche antichi feudatari del castello di Rivalta sul Mincio, ora completamente scomparso. Durante le guerre di successione del trono d'Ungheria i degli Andreasi furono inviati dal re di Napoli come rappresentanti militari e politici per quel conflitto; circa 200 anni dopo questa parte della famiglia rientrò in Italia stanziandosi a Ferrara, Mantova e Rovigo, interagendo con il ceppo originario titolare del possedimenti di Carbonara Po.

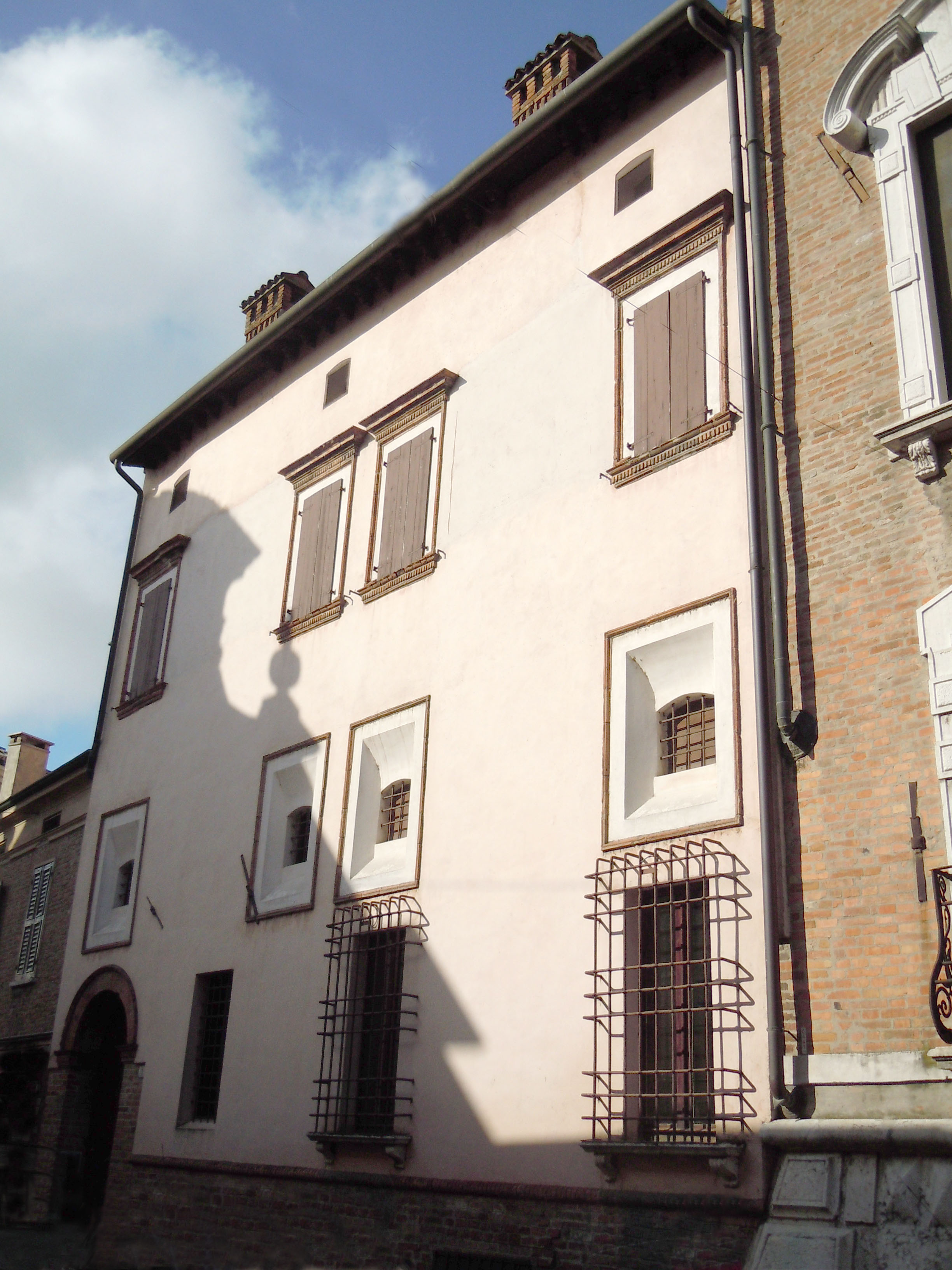
Mantova, casa Andreasi

## Storia e personalità illustri
La famiglia Andreasi, ricchi proprietari terrieri a Carbonara di Po, si stabilì nella città di Mantova nel 1475 acquistando l'edificio (Casa della Beata Osanna Andreasi), che diventerà dimora della famiglia in Contrada del Cervo (ora Via Frattini) di fronte alla Chiesa di Sant'Egidio. La casa rimase di proprietà degli Andreasi fino al 1780, quando giunge, per dote nuziale, alla famiglia dei conti Magnaguti. L'edificio, risalente ai primi del Quattrocento, fu ridisegnato da Luca Fancelli nella facciata, che presenta un basamento di mattoni a vista, un portale sormontato da un arco a tutto sesto e tre ordini di finestre.
Non è certo l'imparentamento con i marchesi di Mantova (Agnese Gonzaga, morta nel 1504, era la madre della beata Osanna), di certo si sa che ebbero incarichi importanti nella famiglia regnante su Mantova.
Dalla seconda metà del Quattrocento la beata Osanna acquisì un'importanza rilevante nella casata gonzaghesca tanto da accudire i figli di Federico I Gonzaga, terzo marchese di Mantova e a prevedere la morte della moglie Margherita di Baviera nel 1479.
Tra gli esponenti più importanti della nobile famiglia troviamo:
- Niccolò (o Nicola) Andreasi (XIV secolo), padre di Osanna, figlio di Giovanni Buono Cappa degli Andreasi da Carbonara;
- Marsilio Andreasi (XV secolo), ambasciatore nel 1477 del marchese Ludovico III Gonzaga presso la corte degli Sforza a Milano.[2] Probabilmente ritratto dal pittore Andrea Mantegna nella celebre Camera degli Sposi del Castello di San Giorgio a Mantova accanto al marchese Ludovico.[3] Potrebbe anche trattarsi del diplomatico Raimondo Lupi di Soragna.[4]
- Osanna Andreasi (1449 – 1505), religiosa e venerata come beata;
- Giorgio Andreasi (1467 - 1549), vescovo di Chiusi e quindi di Reggio Emilia;
- Girolamo Andreasi (XV secolo), cortigiano di Isabella d'Este, sposò Ippolita Gonzaga di Marcantonio di Bagnolo;[5]
- Marsilio Andreasi (1503? - ?), figlio di Girolamo, monaco carmelitano e letterato;[6]
- Alessandro Andreasi (1539 - 1593), vescovo di Casale Monferrato e quindi di Mantova;
- Annibale Andreasi (1506? - ?), matematico presso l'Università di Ferrara;
- Ascanio Andreasi (XVI secolo), governatore di Casale Monferrato nel 1575 per conto del duca di Mantova Guglielmo Gonzaga;
- Ippolito Andreasi (1548 – 1608), pittore, esponente dei Rinascimento;
- Orazio Andreasi, Arciprete della cattedrale di Mantova;
- Paolo Guglielmo Andreasi (XVII secolo), cavaliere dell'Ordine del Redentore nel 1622;
- Ippolito Andreasi (? - 1646), vescovo di Terni;
- Giuseppe Andreasi (XVII secolo), fu segretario di stato dell'ultimo duca di Mantova Ferdinando Carlo;
- Ascanio Andreasi (XVII secolo), primo ministro dell'ultimo duca di Mantova Ferdinando Carlo. Scrisse la Cronaca universale della città di Mantova dalle origini al 1750;
- Maria Luigia Andreasi, sposa nel 1788 del conte Giambattista Magnaguti.

## Galleria d'immagini

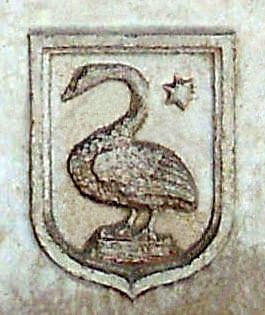
Stemma degli Andreasi posto su lapide presso il Santuario della Beata Vergine delle Grazie (Curtatone)
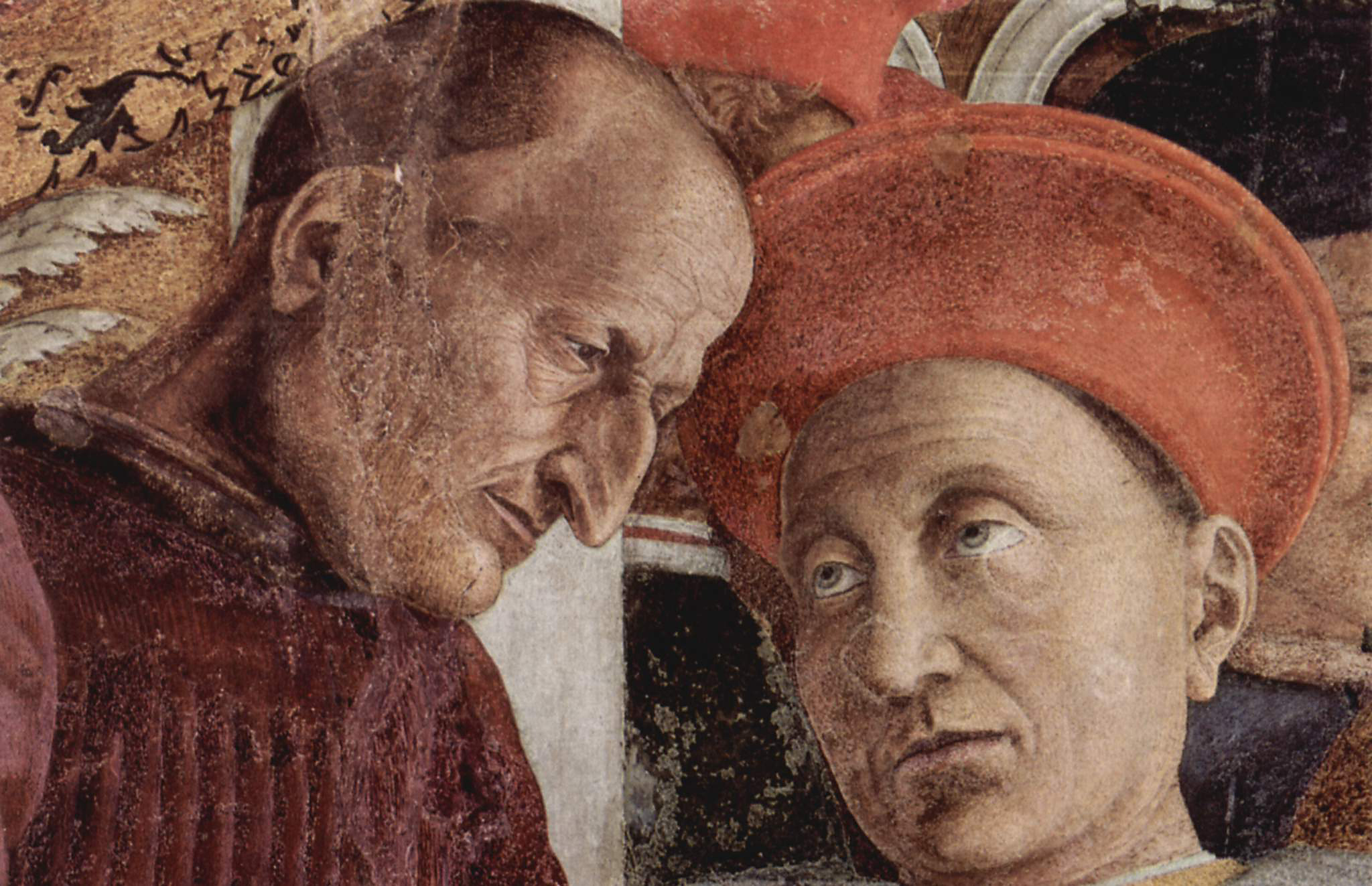
Andrea Mantegna, Mantova, Camera degli Sposi, probabile figura di Marsilio Andreasi a fianco di Ludovico III Gonzaga
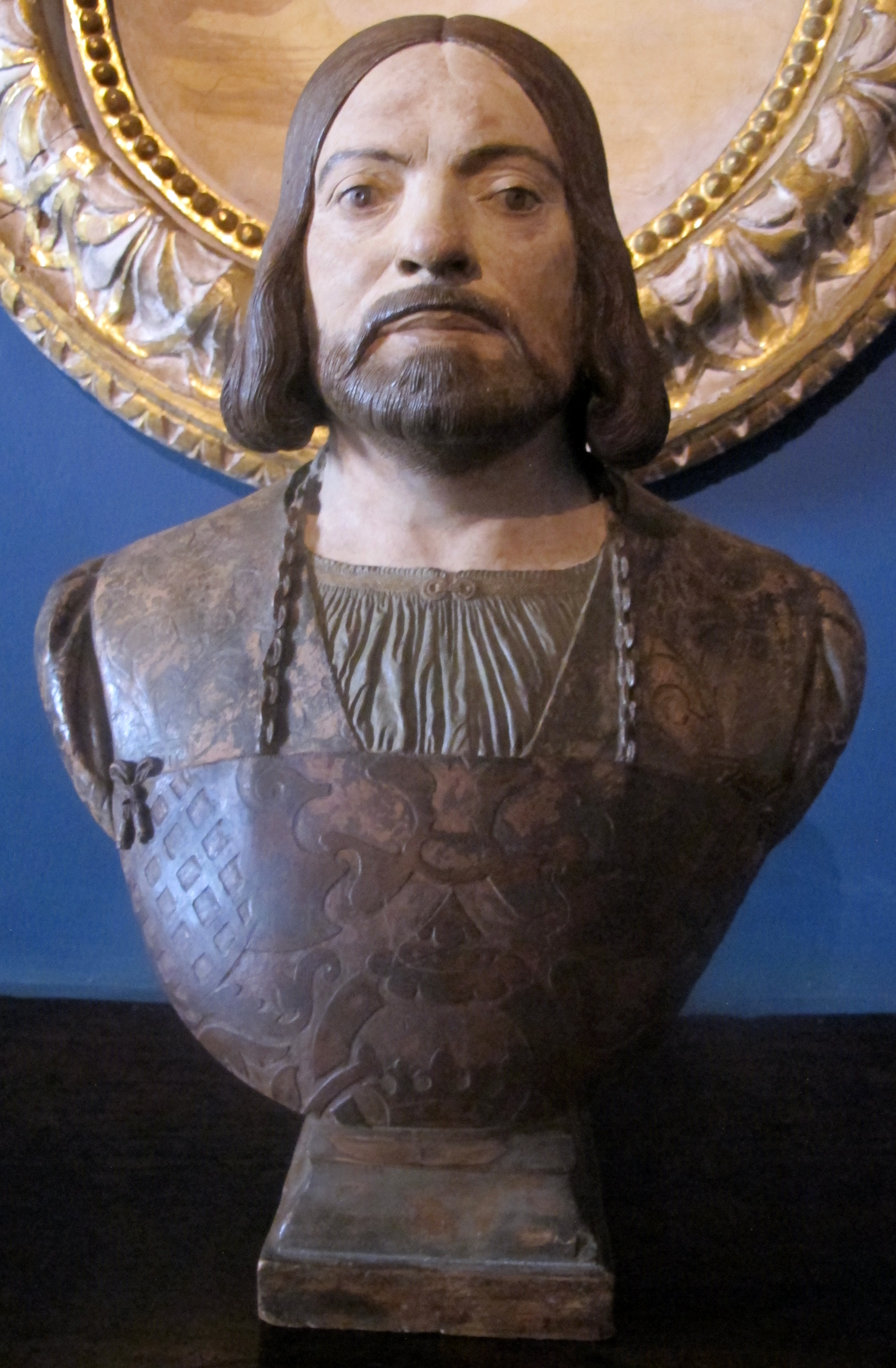
Giovanni Cristoforo Romano, busto di Girolamo Andreasi